# San Luis (Argentine)
Pour les articles homonymes, voir San Luis.
San Luis de Loyola de la Nueva Medina de Río Seco, communément appelée San Luis est une ville d'Argentine, capitale de la province de San Luis et chef-lieu du département de La Capital. Elle est située près des Sierras Grandes, sur le Río Chorrillos, dans la région de Cuyo. Sa population s'élevait à 153 322 habitants en 2001.

## Géographie
La ville est reliée par la route nationale 7 à Mendoza (255 km) et à Buenos Aires (791 km), parallèlement au Río Chorrillos. Les autres capitales de province sont San Juan (323 km) et Córdoba (412 km).
Le climat y est continental avec des températures allant de 3 °C à 33 °C, avec une moyenne annuelle de 17 °C.

## Histoire
San Luis est fondée le 25 août 1594 par Luis Jufré de Loaysa y Meneses pour être plus tard abandonnée puis refondée en 1632 par Martín García Oñez de Loyola sous le nom de San Luis de Loyola Nueva Medina de Río Seco. Elle est la ville natale du colonel Juan Pascual Pringles (es), officier des guerres d'indépendance de l'Argentine et du Pérou et des premières guerres civiles argentines. À la fin du XIXe siècle, elle ne comptait que 7 000 habitants.
Parce que la ville est située dans une partie des Sierras Grandes connues aussi comme la Punta de los Venados, les habitants sont appelés Puntanos.

## Patrimoine
La ville comporte le Parc des Nations, la cathédrale néoclassique, un grand nombre de musées dont le musée provincial Dora Ochoa De Masramón et une architecture coloniale. Le parc national Sierra de las Quijadas est à 122 km de la ville.

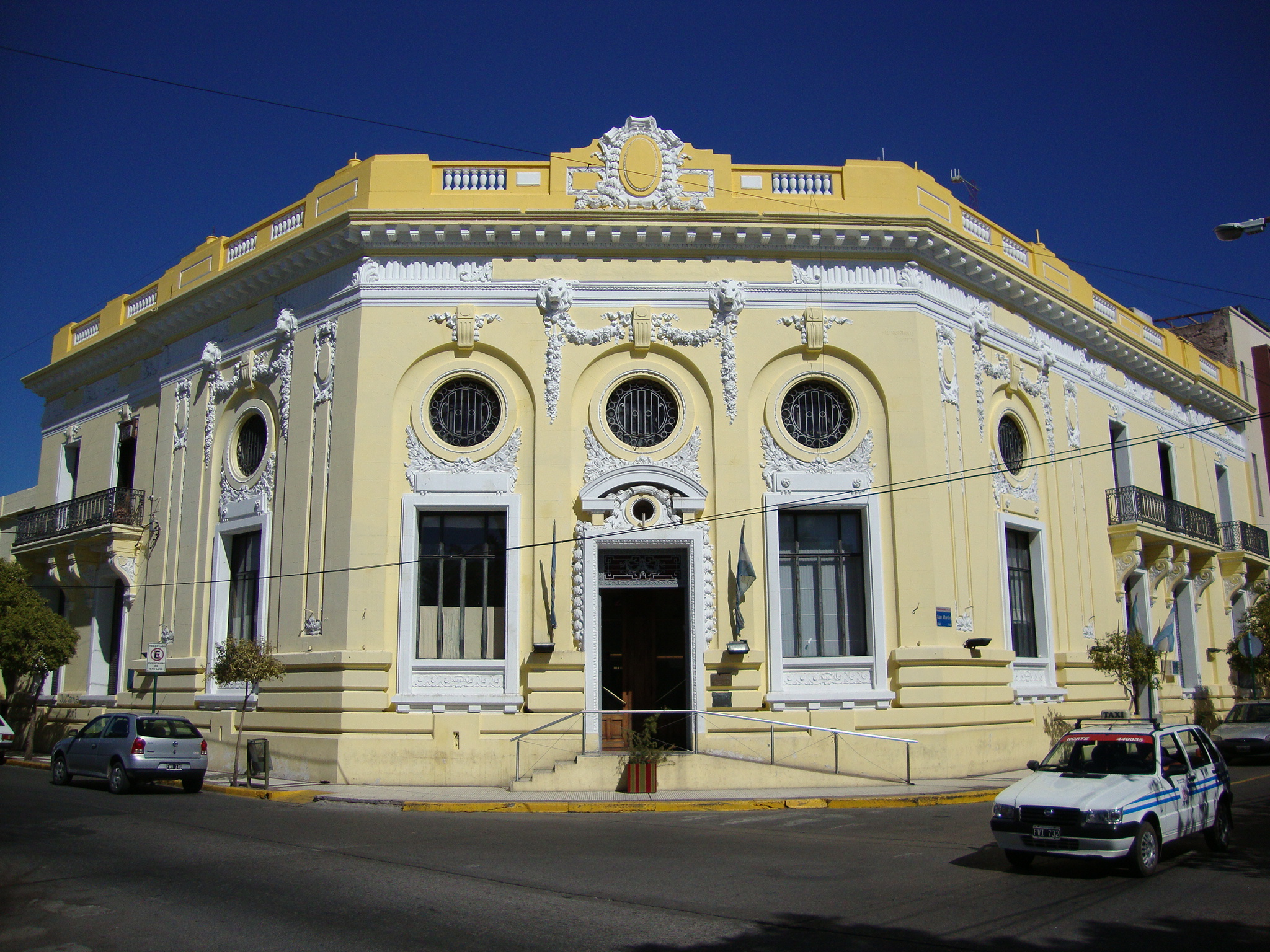
L'hôtel de ville.
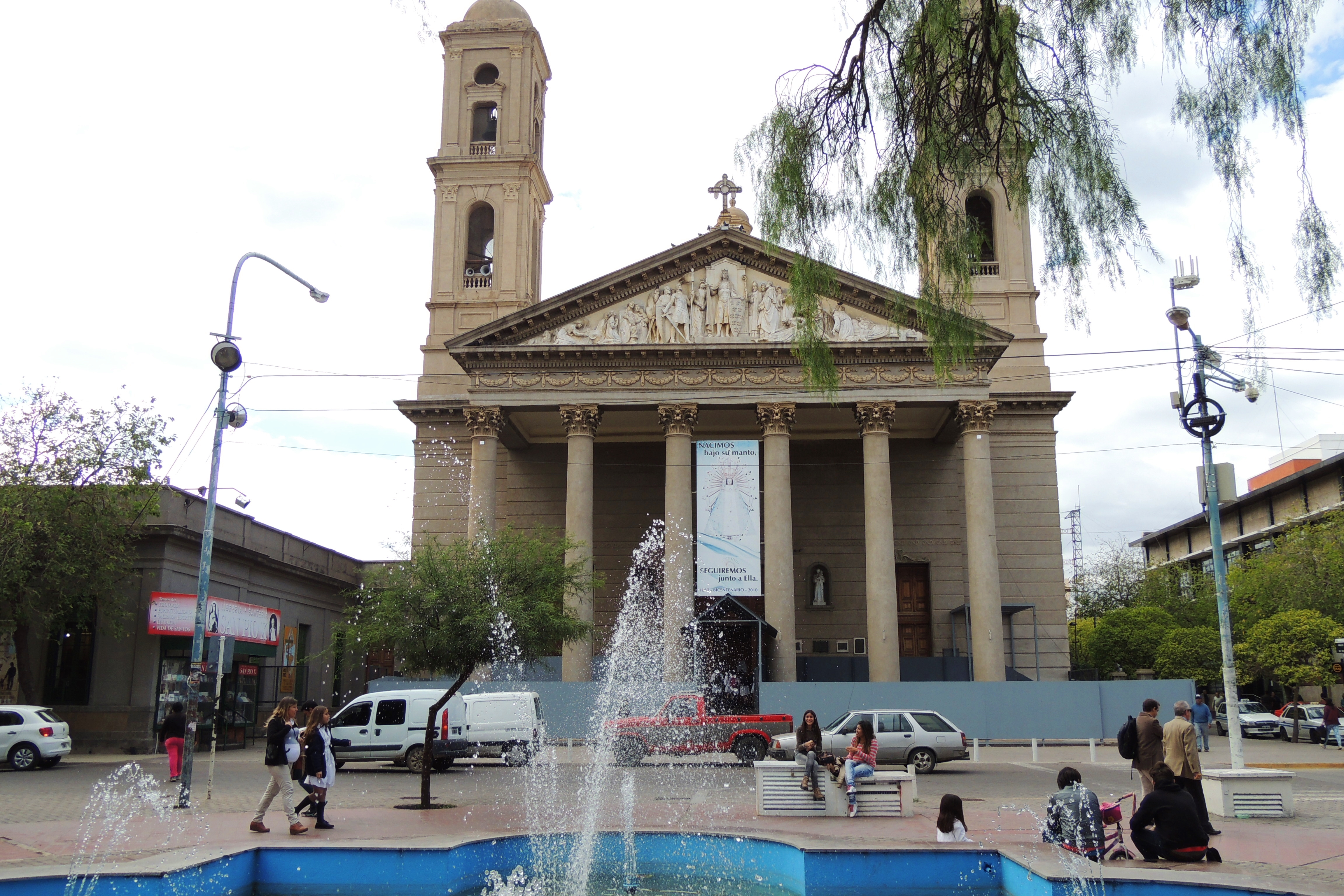
La cathédrale, place Pringles.
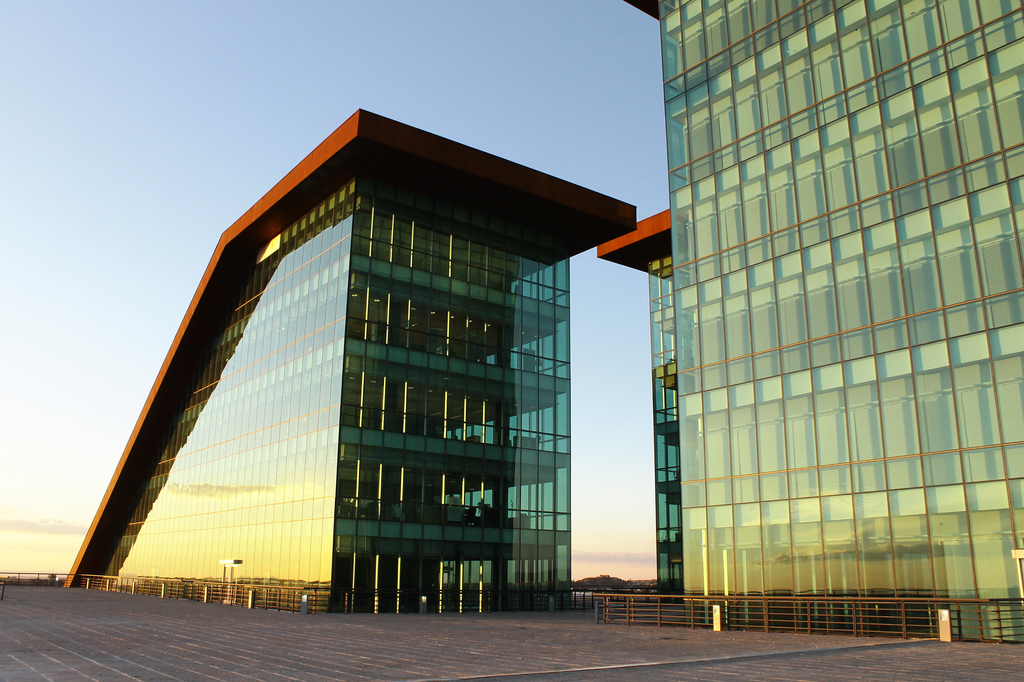
Les Terrazas del Portezuelo (es), siège du gouvernement provincial.
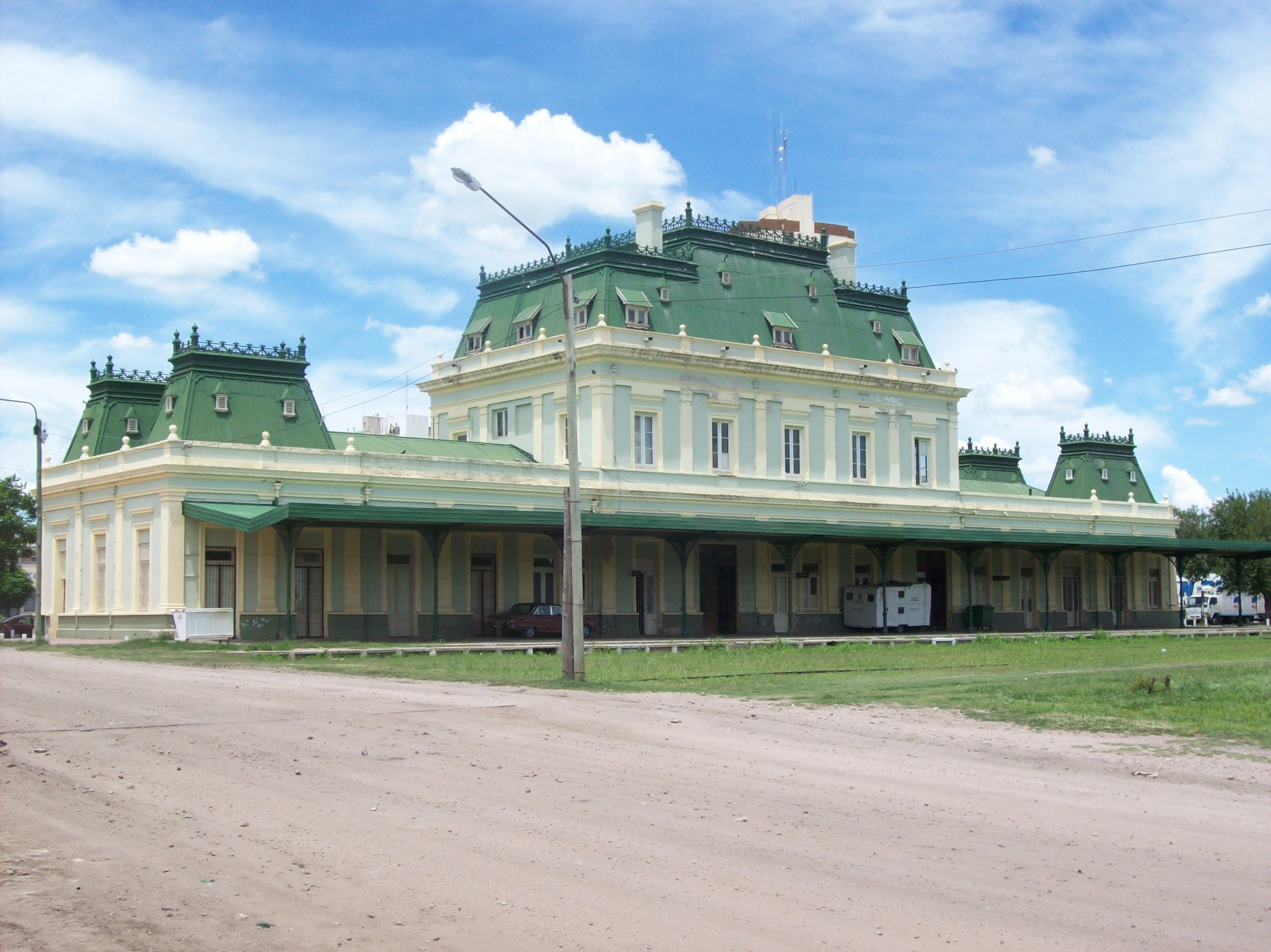
L'ancienne gare ferroviaire.

## Religion
La ville est le siège du diocèse de San Luis à la cathédrale de l'Immaculée-Conception.

## Transports
L'aéroport de San Luis, qui n'est qu'à quelques centaines de mètres du centre-ville, a des vols réguliers pour Buenos Aires.